# Фесенко, Сергей Леонидович
Серге́й Леони́дович Фесе́нко (род. 29 января 1959, Кривой Рог, Днепропетровская область) — советский украинский пловец, чемпион летних Олимпийских игр 1980. Заслуженный мастер спорта СССР (1978).

## Биография
Родился 29 января 1959 года в городе Кривой Рог Днепропетровской области УССР, СССР. Член КПСС с 1982 года.
Окончил среднюю школу № 4 в Кривом Роге. Окончил Киевский государственный институт физической культуры.
Выступал за «Авангард» (Киев). Первый тренер — Валентина Макарова, потом — Вера Смелова.
Кандидат педагогических наук.
Чемпион Олимпийских игр 1980 года на дистанции 200 м баттерфляем (1.59,76). Серебряный призёр Олимпийских игр 1980 в комплексном плавании на 400 м (4.23,43).
Серебряный призёр чемпионата мира 1982 на 200 м баттерфляем. Бронзовый призёр чемпионата мира 1982 на 400 м комплексным плаванием.
Чемпион Европы 1977 и 1981 годов на дистанции 400 м комплексным плаванием. Серебряный призёр Чемпионата Европы 1983 года на 200 м баттерфляем. Бронзовый призёр Чемпионата Европы 1981 года на 200 м баттерфляем.
Победитель соревнований Кубка Европы 1979, 1981 на дистанции 200 м баттерфляем, 1982 на 400 м комплексным плаванием.
Победитель Всемирной Универсиады 1981 и 1983 на дистанциях 200 м баттерфляем, 1981 на 200 и 400 м комплексным плаванием.
Чемпион СССР 1977—1983 годов.
Победитель VII и VIII Спартакиад народов СССР (1979, 1983).
В настоящее время[когда?] — вице-президент Киевской городской федерации плавания. Женат, имеет 2-х сыновей. Его сын, Сергей Сергеевич Фесенко, также занимался плаванием.
Работает старшим тренером по плаванию ДЮСШ в городе Борисполь.

## Награды
- Заслуженный мастер спорта СССР (1978);
- Орден Октябрьской Революции.